# 정진우 (축구 선수)
정진우(鄭進友, 2004년 9월 24일 ~ )는 대한민국의 축구 선수로 포지션은 수비형 미드필더, 센터백이며 현재 K리그1 대전 하나 시티즌 소속이다.

## 참고 자료
- 최우수선수 정진우, 우리도 프로 유스처럼 강해